# Heinkel He 178

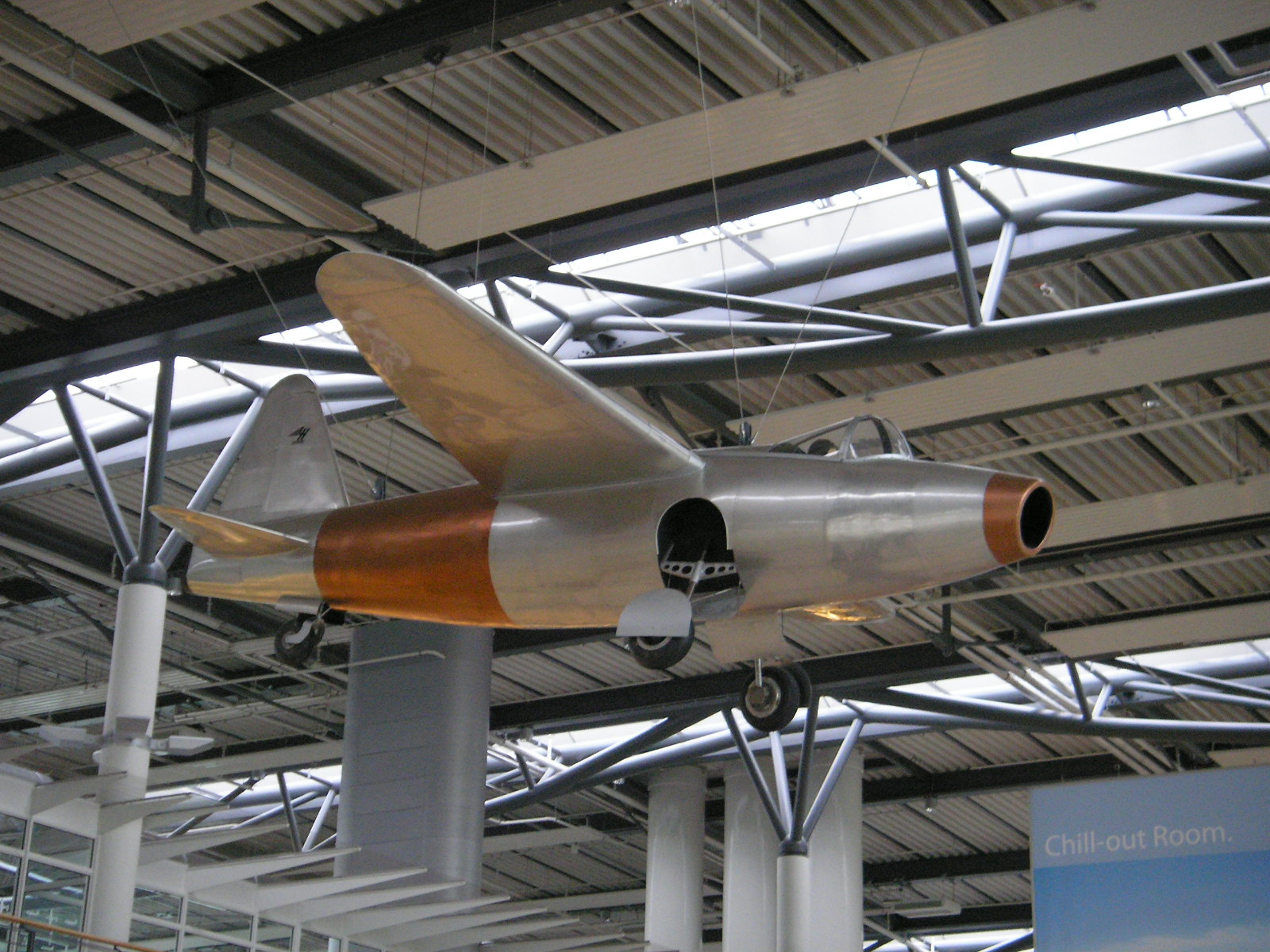
羅斯托克－拉格機場的航廈还设有梅克伦堡-前波美拉尼亚州航空历史的展厅，当中陈列一架喷气式飞机Heinkel He 178的复制品。

Heinkel He 178 三視圖

Heinkel He 178是世界上第一架使用渦輪噴氣發動機飛行的飛機，也是第一架實用的噴氣飛機。 這是亨克尔飞机制造厂的私人投資，根據董事恩斯特·亨克爾（Ernst Heinkel）對發展高速飛行技術的重視。 
1939年8月27日，由埃里希·華茲（Erich Warsitz）駕駛的第一架原型机He 178 V1首飞。这次飞行只持续了6分钟，在此之前，同一架飞机在三天前进行了一次短途飞行。由于其性能限制，这架飞机未能给参加演示飞行的纳粹官员留下深刻印象。亨克尔公司随后在He 178的基础上开发了一种双引擎喷气式战斗机，并生产了He 280。He 178提供了宝贵的测试数据来指导后续喷气动力飞机的发展。He 178 V1原型机曾在柏林静态展示过一段时间，然后在1943年被盟军对该城市的空袭中被摧毁。

## 規格

### 一般資料
機組人員：1
長度：7.48米（24英尺6英寸）
翼展：7.2米（23英尺7英寸）
高度：2.1米（6英尺11英寸）
機翼面積：9.1平方米（98平方英尺）
重量：1,620公斤（3,571磅）
最大起飛重量：1,998公斤（4,405磅）
動力裝置：1台Heinkel HeS 3渦輪噴氣發動機，推力4.41 kN（992 lbf）

### 性能
最高速度：598 km / h（372英里/小時，323節/小時）
範圍：200公里（120英里，110海里）